# Cenochlora felix
Cenochlora felix là một loài bướm đêm trong họ Geometridae.